# واین (سرویس)
واین (به انگلیسی: Vine) یک سرویس میزبانی ویدیوی کوتاه آمریکایی بود که در آن کاربران می‌توانستند کلیپ‌های ویدیویی شش ثانیه‌ای دارای لوپ ضبط کرده و آن را به اشتراک بگذارند.در ابتدا در ۲۴ ژانویه ۲۰۱۳ توسط آزمایشگاه‌های تاک راه اندازی شد. در سال ۲۰۱۲ قبل از راه اندازی توسط تویتر خریداری شد، این سرویس در ۱۷ ژانویه ۲۰۱۷ بسته شد.
ویدئوهای منتشر شده در شبکه اجتماعی واین را می‌توان در پلتفرم‌های شبکه‌های اجتماعی مختلف مانند فیس بوک و توییتر نیز به اشتراک گذاشت. برنامه واین همچنین برای مرور ویدیوها به همراه گروهی از ویدیوها که بر اساس موضوع آپلود شده بودند، استفاده می شد و امیدوار بود که کاربران بتوانند ویدیوها را «ترند» کنند. واین با دیگر سرویس‌های رسانه‌های اجتماعی مانند اینستاگرام و اسنپ چت رقابت می‌کرد. تا دسامبر ۲۰۱۵، واین بیش از ۲۰۰ میلیون کاربر فعال داشت.